# Theodor-Frank-Schule Teningen
Die Theodor-Frank-Schule ist eine Realschule in Teningen, Baden-Württemberg. Benannt wurde sie nach dem badischen Abgeordneten und ehemaligen Teninger Bürgermeister Theodor Frank (1826–1889).

## Geschichte
Am 4. September 1973 wurde der Lehrbetrieb mit dem kommissarisch eingesetzten Rektor Fritz Schlotter und 54 Schülern aufgenommen. Von 1975 bis 1993 wurde ein Neubau und eine Erweiterung des Neubaus eingeweiht. 1993 wurde die Ganztagesbetreuung eingeführt und der dafür notwendige Anbau eingeweiht. Für die Verwaltung wurde das Gebäude um einen Verwaltungstrakt erweitert.

## Leitung
- 1973–1975: Fritz Schlotter
- 1975–1993: Felix Kössler
- 1993–2006: Fritz Schlotter
- Seit 2006: Markus Felder

## Schulpartnerschaften
Die Theodor-Frank-Schule verfügt über eine Reihe von Partnerschulen:
- La Broque (Frankreich)
- La Ravoire (Frankreich)
- Marckolsheim (Frankreich)
- Garðabær (Island)
- Lleida (Spanien)
- Bari (Italien)
- Lahti (Finnland)
- Abakan (Sibirien)
- Tianjin (China)

## Projekte/AGs
Unter den verschiedenen Möglichkeiten der Freizeitgestaltung für Schüler in Form von Projekten bzw. AGs, befindet sich die schuleigene Big Band. Sie wurde 1998 unter der Leitung von Stephan Hofstetter gegründet und hat seither regional und überregional mehrere Auftritte, wie z. B.: beim Zelt-Musik-Festival in Freiburg im Breisgau, beim Festakt „50 Jahre Baden-Württemberg“ im Europapark Rust, in La Ravoire (Frankreich). Anlässlich des 40-jährigen Schuljubiläums trat die Bigband im Jahr 2013, im Rahmen des Live@school Projektes, gemeinsam mit der SWR Big Band in Teningen auf. Zuvor probten die Profi Musiker Klaus-Peter Schöpfer, Andi Maile und Karl Farrent in Workshops mit den Kindern und Jugendlichen.
Daneben fertigten Schüler mehrere Dokumentationen über Hilla von Rebay an, die in Teningen begraben wurde.

## Bekannte ehemalige Schüler
- Jens Schöngarth (* 1988), Handball-Junioren Weltmeister 2009, Handball-Bundesligaspieler beim Frisch Auf Göppingen